# Criptograma

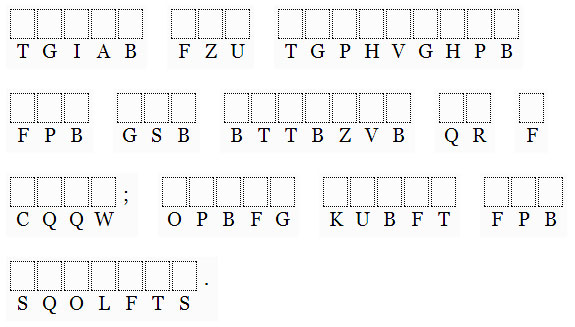
Exemple de Criptograma.

Un criptograma és un missatge xifrat del qual el significat resulta inintel·ligible fins que se'l desxifra. Generalment, el contingut del missatge intel·ligible es modifica seguint un determinat patró, de manera que només és possible comprendre el significat original després de comprendre el patró seguit en el xifrat. En general, el xifratge utilitzat és prou simple perquè el fitxer es pugui resoldre manualment. El xifrat més utilitzat en aquests casos és l'anomenat xifratge per substitució, en el qual cada lletra se substitueix per una altra de diferent o per un nom. Per resoldre el criptograma, s'ha de recuperar l'alfabet original utilitzat.
En els seus inicis va ser concebut per aplicacions més serioses, però en l'actualitat s'utilitza en general com a entreteniment en revistes i diaris.
També es poden crear criptogrames utilitzant altres mètodes de xifrat clàssic. Per exemple, el llibre de xifrat, on un llibre o article s'utilitza per xifrar un missatge.

## Història
Els criptogrames no van ser originalment creats per a propòsits d'entreteniment, sinó per al xifrat de secrets militars o privats.

El primer ús de criptogrames per a propòsits d'entreteniment va succeir durant l'edat mitjana per uns monjos que preparaven jocs d'enginy. Un manuscrit trobat a Bamberg estableix que els visitants irlandesos a la cort de Merfyn Frych ap Gwriad (mort l'any 844), rei de Gwynedd (Gal·les) van rebre uns criptogrames, els quals només es podien resoldre traslladant les lletres de l'alfabet llatí al grec. Al voltant del segle tretze, el monjo anglès Roger Bacon va escriure un llibre en el qual va llistar set mètodes de xifrat, i va establir que 
| « | Un home està boig si per escriure un secret, tria una forma que pugui ser coneguda per la plebs. | » |

Al segle xix, Edgar Allan Poe va ajudar a popularitzar els criptogrames, mitjançant la publicació de molts articles en revistes i diaris.

## Resolució
Els criptogrames basats en el xifrat per substitució, comunament, poden resoldre's mitjançant l'anàlisi de freqüències i mitjançant el reconeixement de patrons de lletres en les paraules xifrades.

## Criptogrames famosos

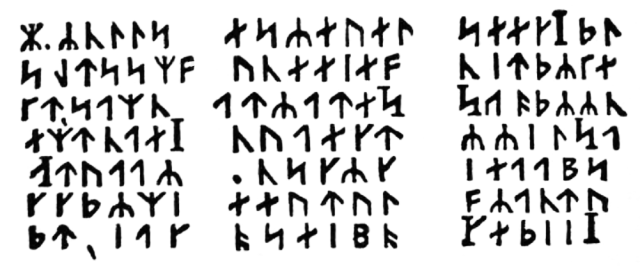
Criptograma que apareix a Viatge al centre de la Terra.

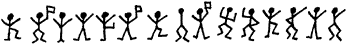
Codi que apareix a Els ballarins.

Entre els nombrosos criptogrames famosos, podem esmentar el que va deixar el pirata francès Olivier Levasseur, que fou penjat a l'illa de Borbó el juliol de 1730. Se suposa que aquest document, anomenat el criptograma de La Buse, permet localitzar un gran tresor.
L'escriptor francès Jules Verne utilitza criptogrames diverses vegades a les seves novel·les. A La Jangada, un jutge ha de desxifrar un missatge per salvar un condemnat, i a Viatge al centre de la Terra, el professor Lidenbrock ha de resoldre el misteri d'un pergamí on hi ha inscrit un missatge incomprensible en signes rúnics.
Un altre criptograma famós apareix en el conte L'escarabat d'or de l'escriptor estatunidenc Edgar Allan Poe, el 1843. Aparentment complex, el xifratge és de fet només una substitució que es pot desxifrar gràcies a una anàlisi de freqüència dels símbols.
Similarment, a Els ballarins d'Arthur Conan Doyle, el detectiu Sherlock Holmes ha de desxifrar un criptograma fet amb dibuixos de figures ballant emprant una anàlisi de freqüència.
A l'obra El codi Da Vinci de Dan Brown també hi apareix un criptograma.